# Adelophryne maranguapensis
Az Adelophryne maranguapensis a kétéltűek (Amphibia) osztályába, a békák (Anura) rendjébe és az Eleutherodactylidae családjába tartozó faj.

## Előfordulása
A faj Brazília endemikus faja. Brazília északi részén, Ceará államban, a Serra de Maranguape helységben honos. Természetes élőhelye szubtrópusi és trópusi párás erdők és ültetvények a Serra de Maranguape magasan fekvő területein. Petéit broméliákba helyezi. A peték közvetlen kifejlődésűek. Élőhelyének elvesztése fenyegeti.